# Anna Prandoni
Anna Prandoni (Busto Arsizio, 20 ottobre 1975) è una scrittrice e giornalista italiana.

## Biografia
Frequenta il Liceo Classico Crespi della città natale. Si iscrive a scienze politiche nel 1993 presso l'Università Statale di Milano.
Inizia a pubblicare libri (prevalentemente manualistica) e la passione per la scrittura e quella per la cucina poi la porteranno ad avere al proprio attivo oggi più di 50 titoli e ad essere tradotta in francese, inglese e spagnolo.
Da gennaio 2018 è Editore Incaricato di Italian Gourmet, divisione food di DBInformation.
Da settembre 2016 è socia e Direttore Generale de iCestini srl, start up innovativa di food delivery rivolta prevalentemente ai pendolari.
Anna Prandoni da aprile 2016 è anche Advisory board member dell'Accademia del Panino Italiano e Direttore responsabile di Panino Italiano , testata giornalistica registrata.
Dal 2015 è digital strategist per Accademia Gualtiero Marchesi, dove è anche docente dei corsi di scrittura per il food e di social network per ristoratori e responsabile dei corsi gourmet. Nel giugno 2015 è stata nominata direttore dell'Accademia Gualtiero Marchesi di Milano. 
Ha ideato e organizza la sezione ‘cibo’ del Festival di giornalismo digitale Glocal e l’osservatorio permanente sulla comunicazione del cibo Tavola Spigolosa.
Precedentemente nel maggio del 2000 inizia a lavorare presso la società IPCA legata alla rivista La Cucina Italiana, rivista di cucina nata nel 1929, e ricopre il ruolo di direttore de La Scuola de La Cucina Italiana, di direttore editoriale de La Cucina Italiana Web. Nel 2011 crea Milano Secrets, un nuovo progetto editoriale che si affianca a quello de L'écrit. Nel marzo del 2012 diventa Brand Director de La Cucina Italiana.
Nel marzo del 2013 assume l'incarico di direttore de La Cucina Italiana; l'anno seguente assume la carica di direttore esecutivo, in conseguenza del cambio di editore (da Quadratum a Condè Nast).
Nell'aprile 2015 cessa la collaborazione con l'editore americano.
Nel maggio 2014 è nominata ambasciatrice di WE-Women for Expo, una iniziativa di EXPO 2015 in collaborazione con il Ministero degli Affari Esteri e la Fondazione Arnoldo e Alberto Mondadori che tratta di nutrimento mettendo al centro la cultura femminile.

## Opere
- Anna Prandoni, Let's Cook Italian, Quarry Books, 2015 ISBN 1-63159-063-4
- Anna Prandoni, Francesca Zanotti, Emanuela Stucchi, La buona cucina per la terza età, Giunti Demetra, 2011, ISBN 978-88-440-3914-1.
- Anna Prandoni, Patrizia Cuvello, Daniela Guaiti, Cucinare senza Sale, Giunti Demetra, 2010, ISBN 978-88-440-3756-7.
- Anna Prandoni, Patrizia Cuvello, Sara Gianotti, Daniela Guaiti, Pasta!, De Vecchi, 2009, ISBN 978-88-412-1867-9.
- Anna Prandoni, Sara Gianotti, Daniela Guaiti, Tapas!, De Vecchi, 2009, ISBN 978-88-412-1869-3.
- Anna Prandoni, Laura Landra, Margherita Landra, Fabio Zago, 300 ricette per risparmiare denaro, tempo e fatica, De Vecchi, 1997, ISBN 978-88-412-1857-0.
- Anna Prandoni, Fabio Zago, Chili!, De Vecchi, 2009, ISBN 978-88-412-1868-6.
- Anna Prandoni, Fabio Zago, Kebab!, De Vecchi, 2009, ISBN 978-88-412-1872-3.
- Anna Prandoni, Fabio Zago, L'arte del barbecue, De Vecchi, 2008, ISBN 978-88-412-1877-8.
- Anna Prandoni, Fabio Zago, Il Brunch, De Vecchi, 2008, ISBN 978-88-412-1875-4.